# Катакамас
Катакамас (ісп. Catacamas) — місто й муніципалітет на сході центральної частини Гондурасу, на території департаменту Оланчо.

## Географія
Мсто розташовано в центральній частині департаменту, за 210 км на північний схід від столиці країни, міста Тегусігальпа.
Абсолютна висота — 346 метрів над рівнем моря. Площа муніципалітету становить 7174 км². Близько за 5 км на схід від міста розташовані знамениті печери Талгуа (Cuevas de Talgua), відкриті 1935 року.

### Клімат
Місто знаходиться у зоні, котра характеризується кліматом тропічних саван. Найтепліший місяць — квітень із середньою температурою 25.6 °C (78 °F). Найхолодніший місяць — січень, із середньою температурою 21.7 °С (71 °F).
| Клімат Катакамаса       | Клімат Катакамаса | Клімат Катакамаса | Клімат Катакамаса | Клімат Катакамаса | Клімат Катакамаса | Клімат Катакамаса | Клімат Катакамаса | Клімат Катакамаса | Клімат Катакамаса | Клімат Катакамаса | Клімат Катакамаса | Клімат Катакамаса | Клімат Катакамаса |
| Показник                | Січ.              | Лют.              | Бер.              | Квіт.             | Трав.             | Черв.             | Лип.              | Серп.             | Вер.              | Жовт.             | Лист.             | Груд.             | Рік               |
| Середня температура, °C | 22                | 23                | 25                | 26                | 26                | 25                | 24                | 24                | 25                | 24                | 23                | 22                | 24                |
| Норма опадів, мм        | 40                | 21                | 16                | 29                | 126               | 238               | 235               | 178               | 193               | 160               | 65                | 47                | 1349              |
| ----------------------- | ----------------- | ----------------- | ----------------- | ----------------- | ----------------- | ----------------- | ----------------- | ----------------- | ----------------- | ----------------- | ----------------- | ----------------- | ----------------- |
| Джерело: Weatherbase    |                   |                   |                   |                   |                   |                   |                   |                   |                   |                   |                   |                   |                   |

## Населення
За даними 2013 року чисельність населення становить 50 076 осіб.
Динаміка чисельності населення міста за роками:
| 1974  | 1988   | 2001   | 2013   |
| ----- | ------ | ------ | ------ |
| 9 134 | 17 965 | 29 024 | 50 076 |

## Галерея

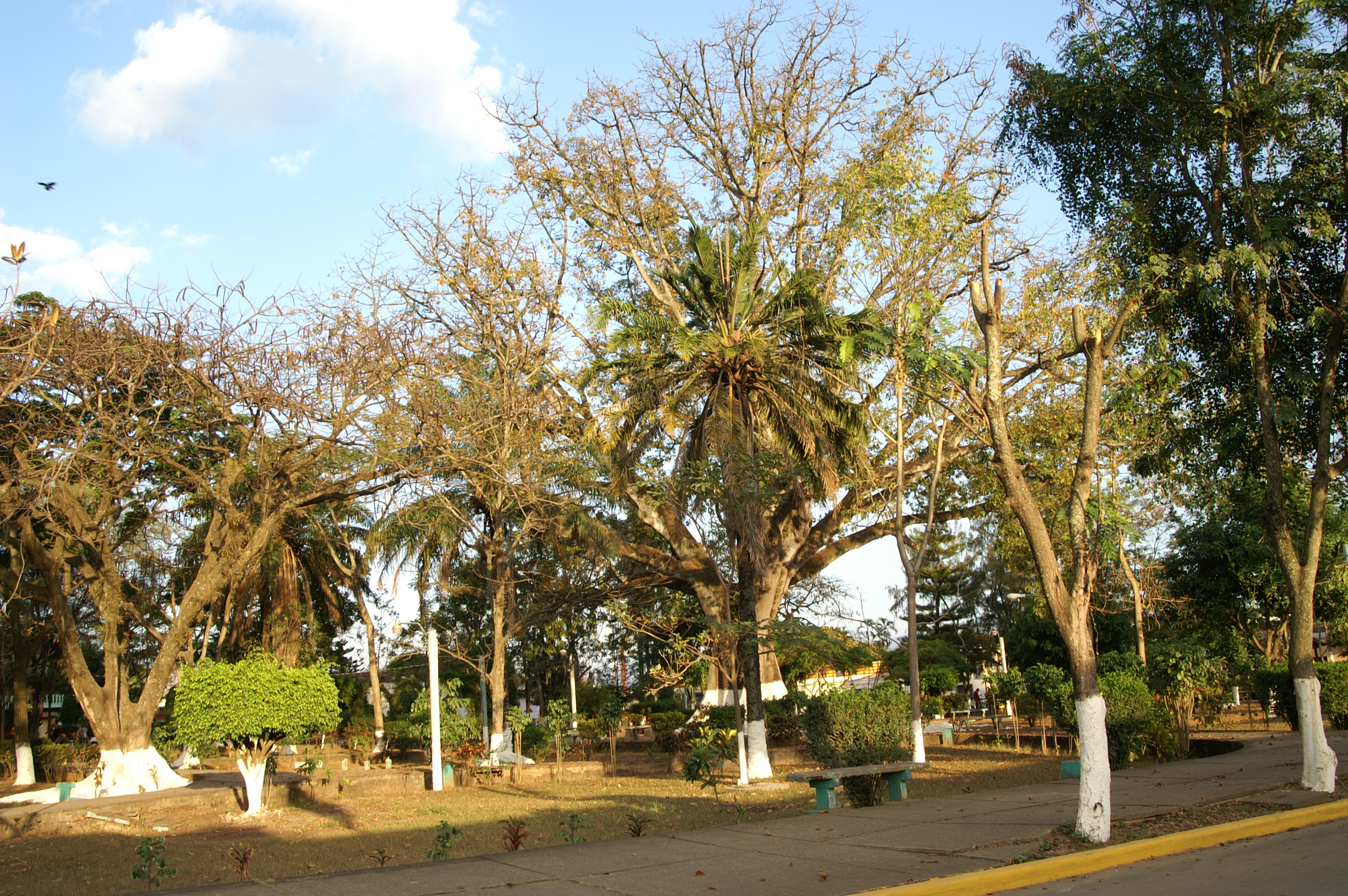
Центральний парк
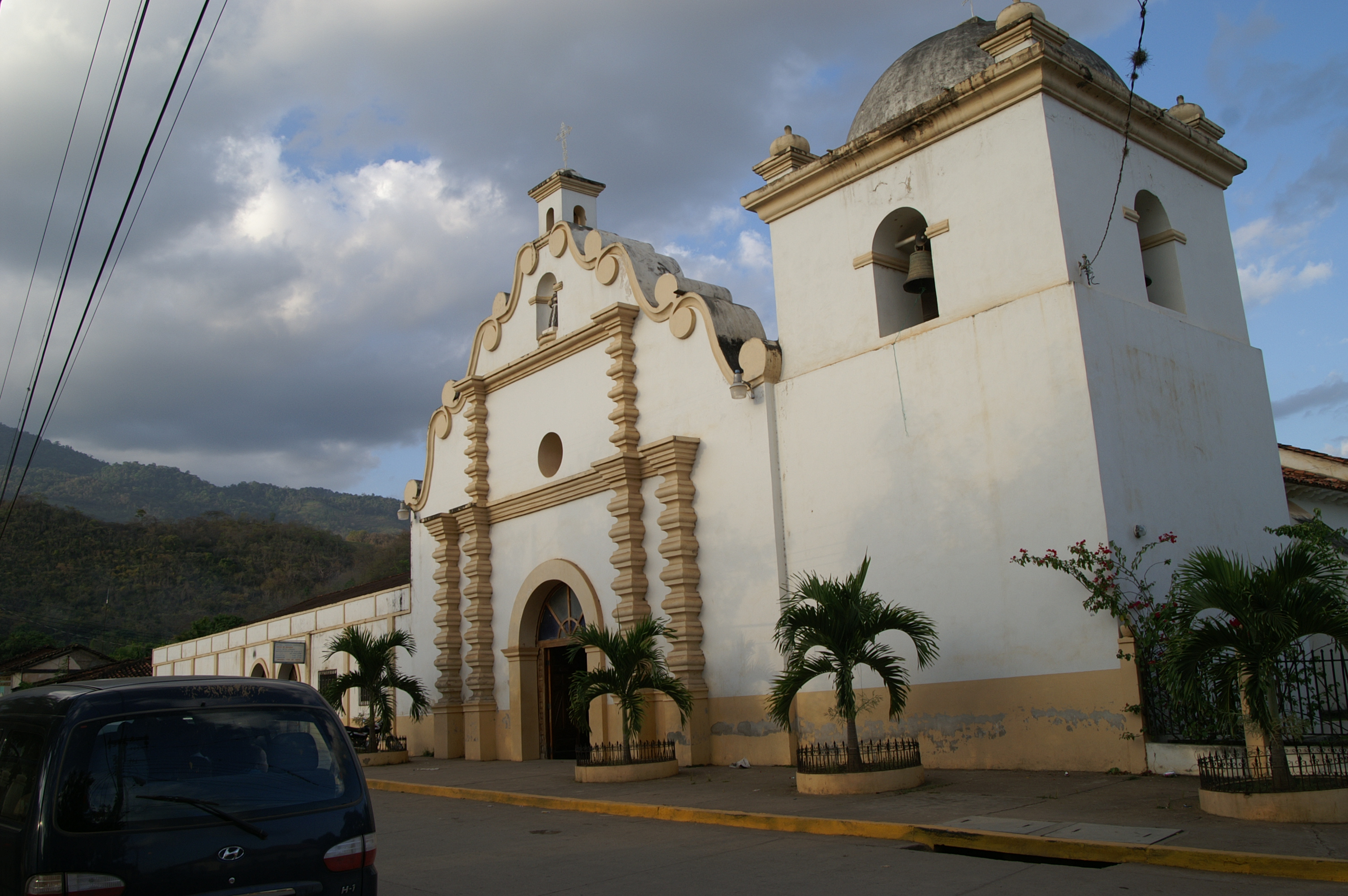
Церква
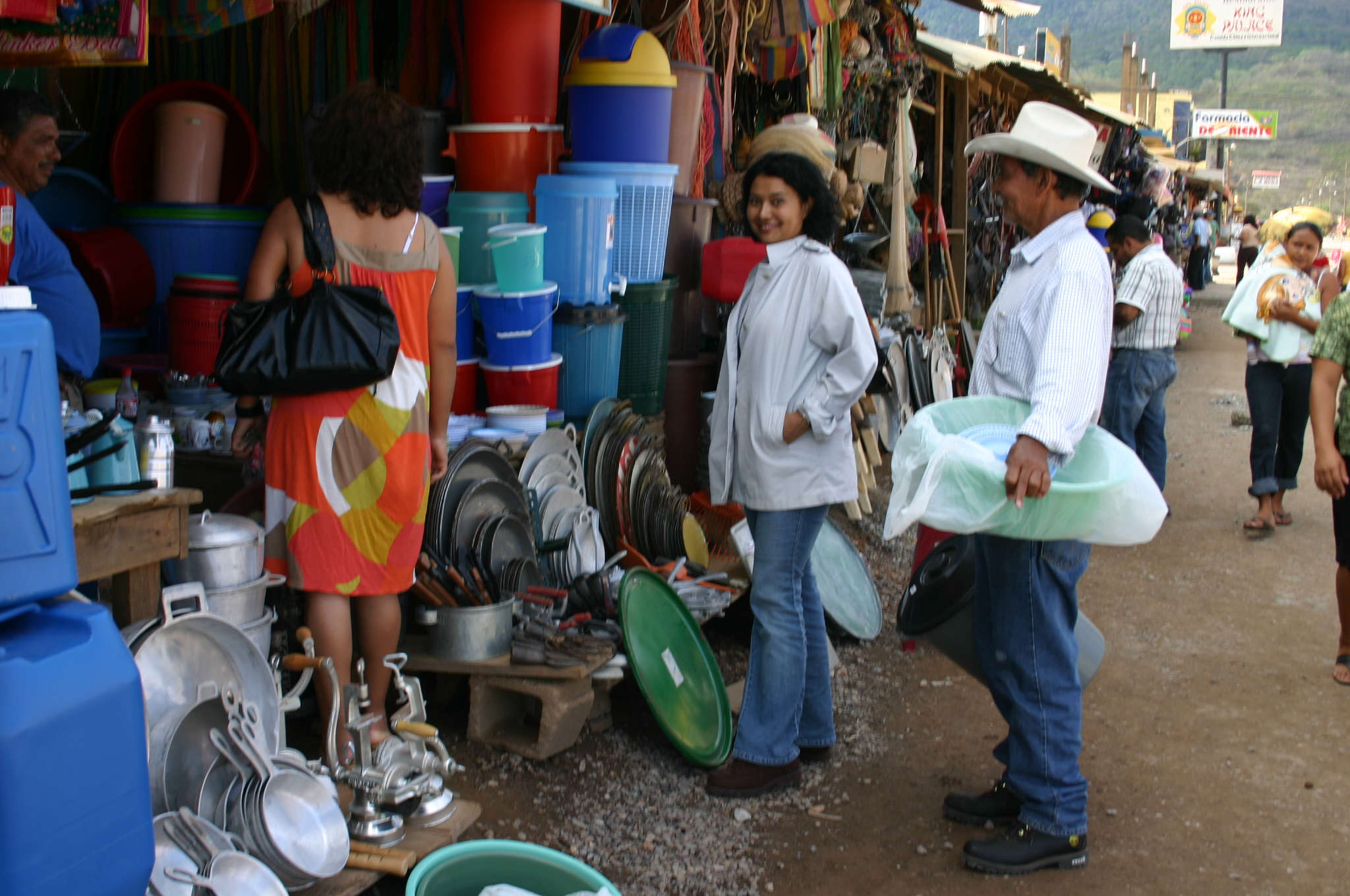
Ринок в центрі міста